# Piper pseudofuligineum
Piper pseudofuligineum är en pepparväxtart som beskrevs av C. Dc.. Piper pseudofuligineum ingår i släktet Piper och familjen pepparväxter. Inga underarter finns listade i Catalogue of Life.